# Barada (fiume)
Il Barada (in arabo بَرَدَىٰ‎?: Baradā) è il fiume principale di Damasco, la capitale della Siria.

## Etimologia

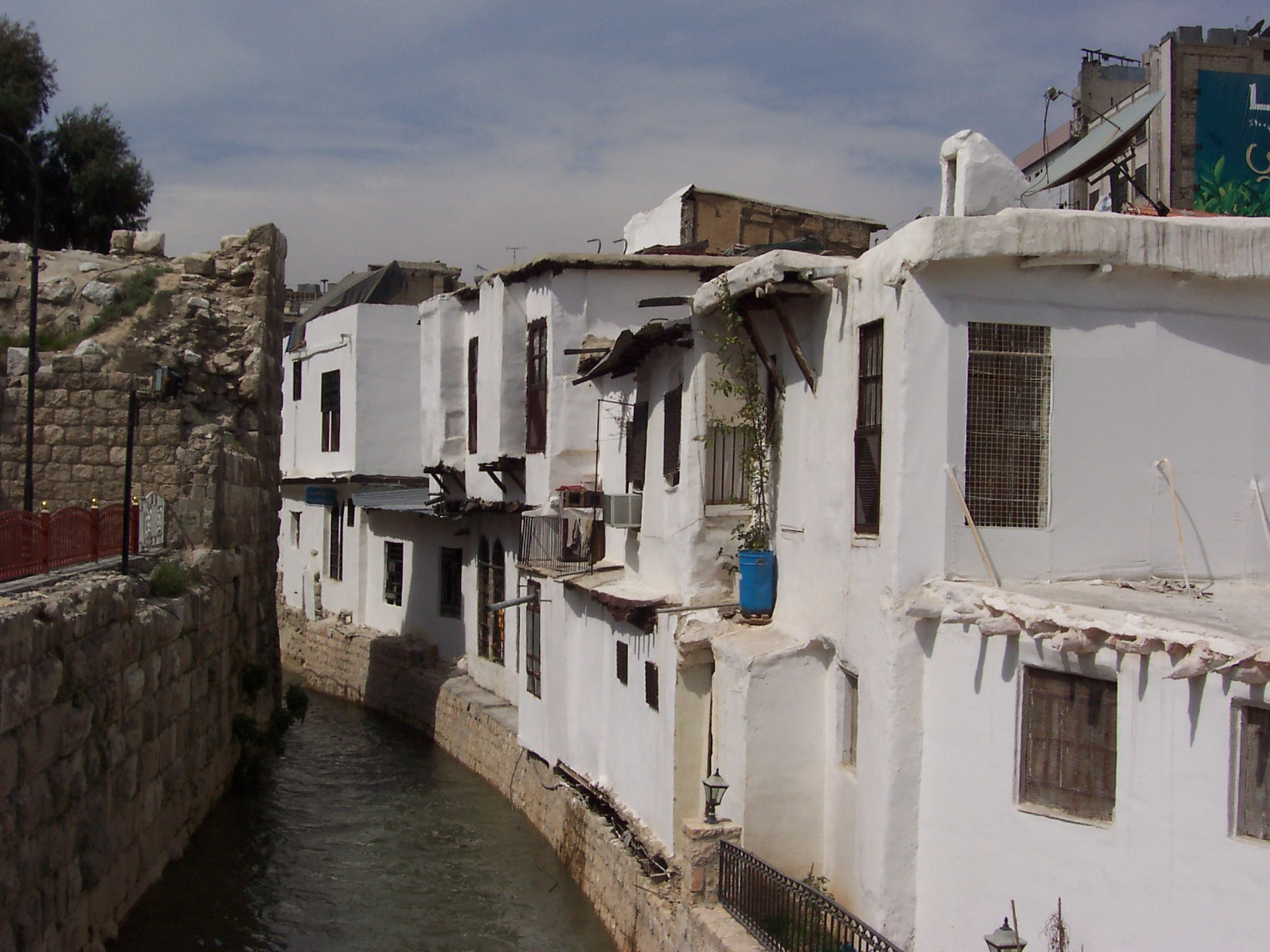
Fiume Barada vicino alla cittadella di Damasco, 2006

Si pensa che "Barada" derivi dalla parola barid, che significa "freddo" nelle lingue semitiche. L'antico nome greco (in greco Χρυσορρόας?, Chrysorrhoas, significa "flusso d'oro").

## Topografia e sorgente
In tutta l'arida regione dell'altopiano a est di Damasco, oasi, ruscelli e alcuni fiumi minori che sfociano in paludi e piccoli laghi forniscono acqua per l'irrigazione locale. Il più importante di questi è il Barada, un fiume che nasce nelle montagne dell'Anti-Libano e scompare nel deserto. Il Barada sgorga dalla sorgente carsica di Ain al-Fijah, a circa 27 km a nord-ovest di Damasco nelle montagne dell'Anti-Libano, ma la sua vera sorgente è il lago Barada, un piccolo lago che è anche una sorgente carsica situata a circa 8 km da Zabadani. Il Barada scende attraverso una gola ripida e stretta chiamata "Rabwe" prima di arrivare a Damasco, dove si divide in sette rami che irrigano l'oasi di Al Ghutah (الغوطة), nella quale si trova Damasco. Il Ghouta raggiunse una dimensione di 370 chilometri quadrati, anche se negli anni 1980 la crescita urbana iniziò a sostituire l'uso agricolo con abitazioni e industrie. Il fiume ha anche sofferto di una grave siccità negli ultimi decenni, principalmente a causa dei minori tassi di pioggia e del forte aumento della popolazione nella zona. Soffre anche di gravi problemi di inquinamento, soprattutto in estate, dove non c'è quasi portata e poca acqua nel bacino.

## Menzione biblica
Il Barada è identificato come Abana (o Amanah, nella variazione Qere e Ketiv del Tanakh e nel classico Chrysorrhoas) che è il più importante dei due fiumi di Damasco, in Siria ed è stato menzionato nel Libro dei Re (2 Re 5:12). Il Barada sorge nell'Anti-Libano e lascia le montagne attraverso una stretta gola, le sue acque sboccano a ventaglio, in canali o fiumi, il nome di uno dei quali, il fiume Banias, conserva una traccia di Abana.
John MacGregor, che ne dà una descrizione nel suo libro Rob Roy on the Jordan, ha affermato che come opera di ingegneria idraulica, il sistema e la costruzione dei canali, mediante i quali l'Abana e il Pharpar venivano utilizzati per l'irrigazione, potrebbe essere considerato uno tra i più completi ed estesi al mondo. Nella Bibbia, Naaman esclama che Abana e Pharpar sono più grandi di tutte le acque d' Israele.
Il Barada bagna Gerasa, detta La città d'oro, così descritta da una viaggiatrice negli anni Sessanta: «Finalmente, in una smagliante giornata d'aprile, entrai in quella misteriosa città elegante e viva, a dispetto delle sue rovine, quietamente adagiata nella valle tra le montagne di Gilead, bagnata dal modesto corso d'acqua, il Chrysorrhoas, o Fiume d'oro».

## Galleria d'immagini

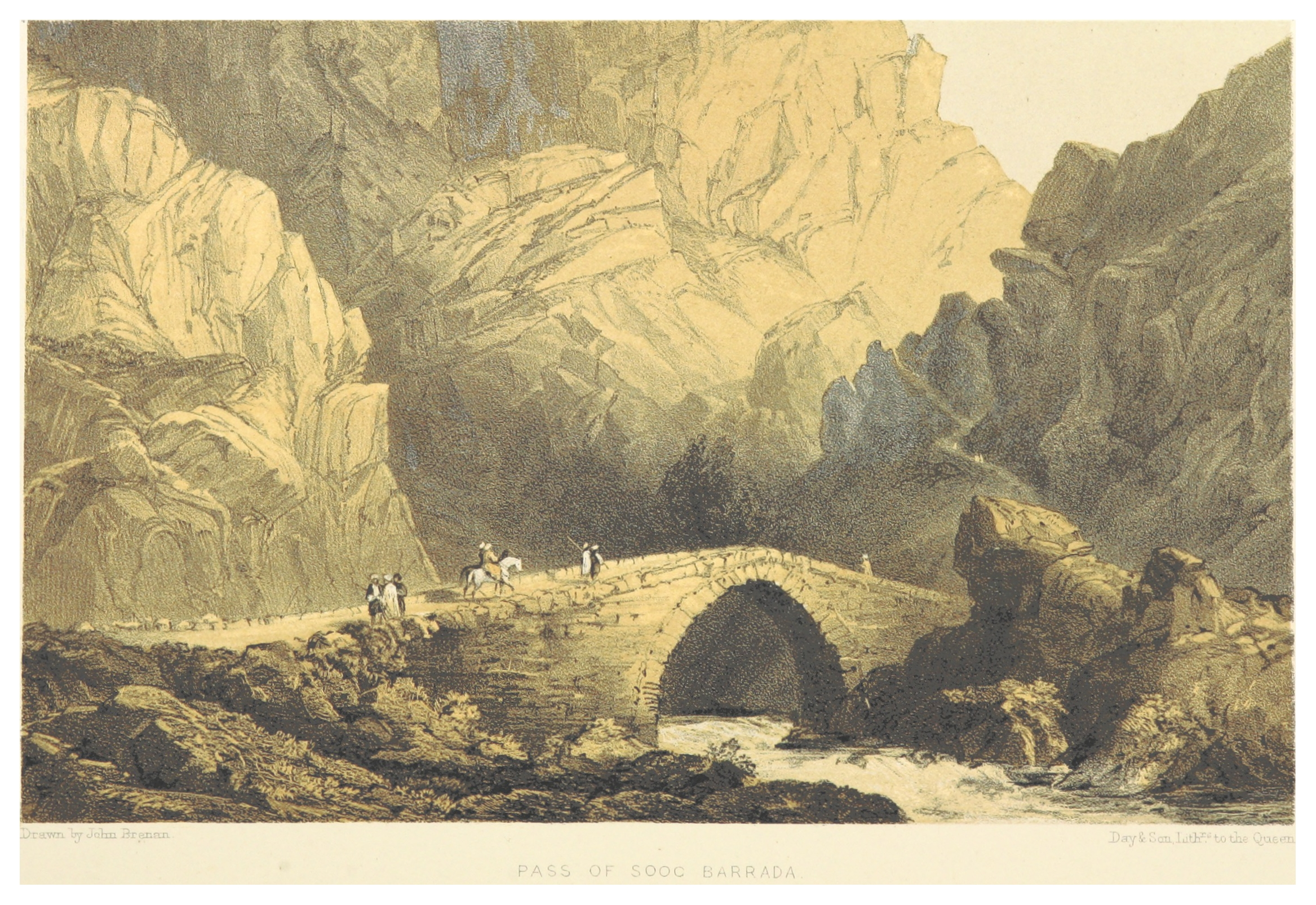
L'alta valle del Barada nelle montagne dell'Anti-Libano, 1855
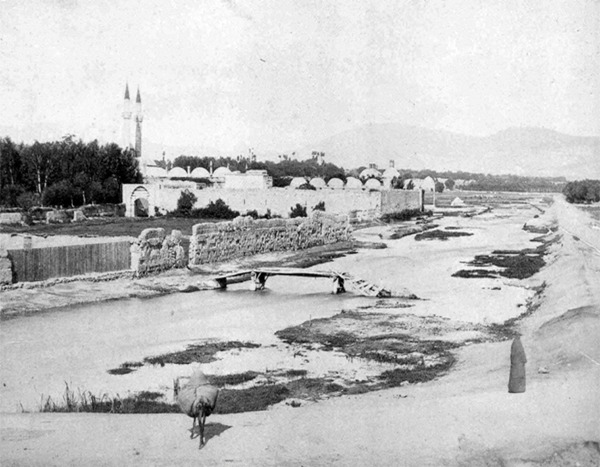
Fiume Barada, 1868
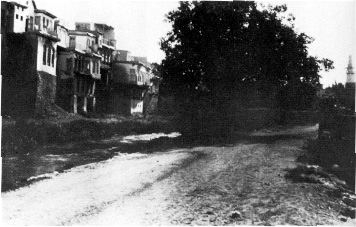
Fiume Barada, circa 1930
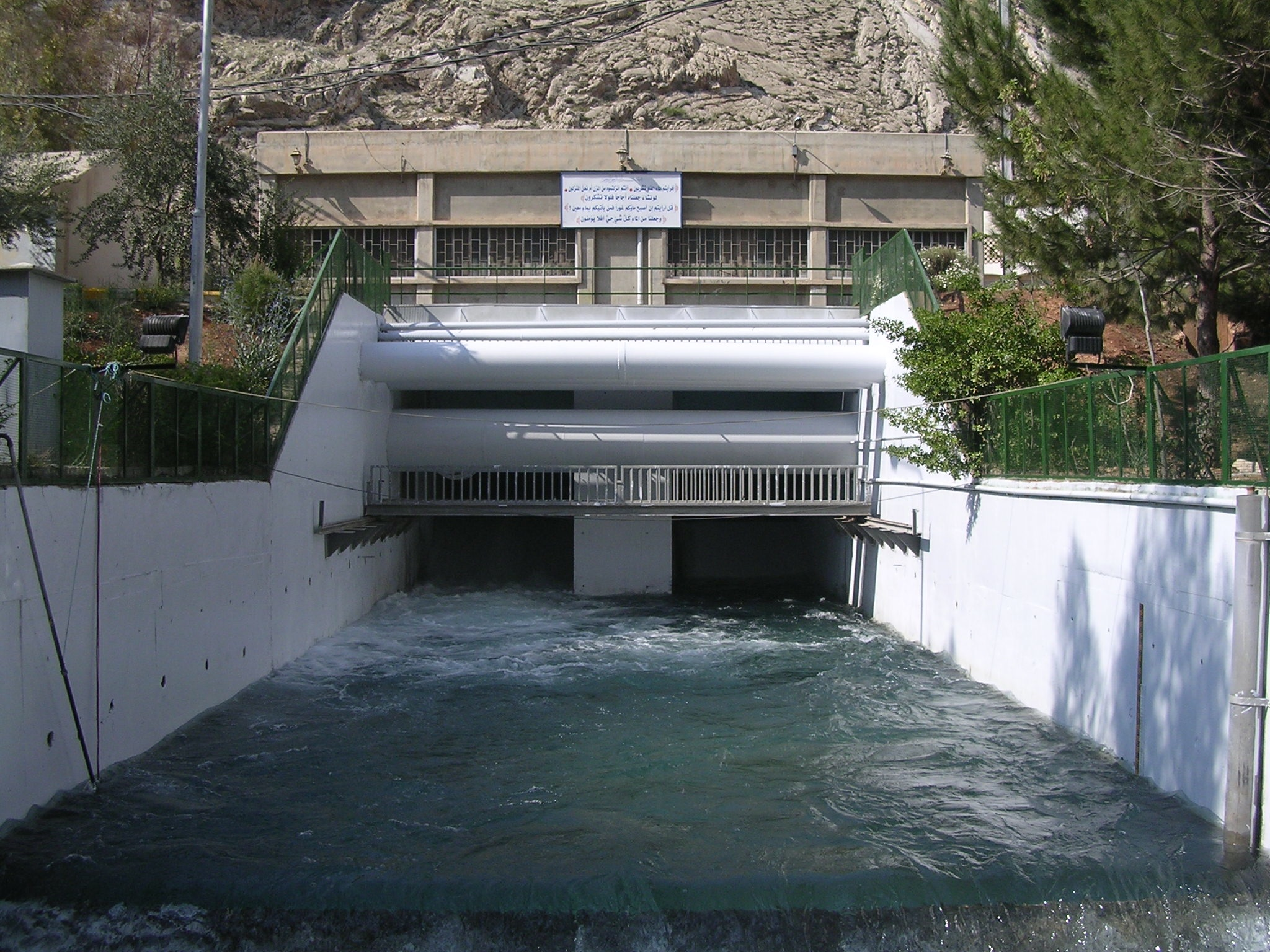
Feeja Primavera nel 2007
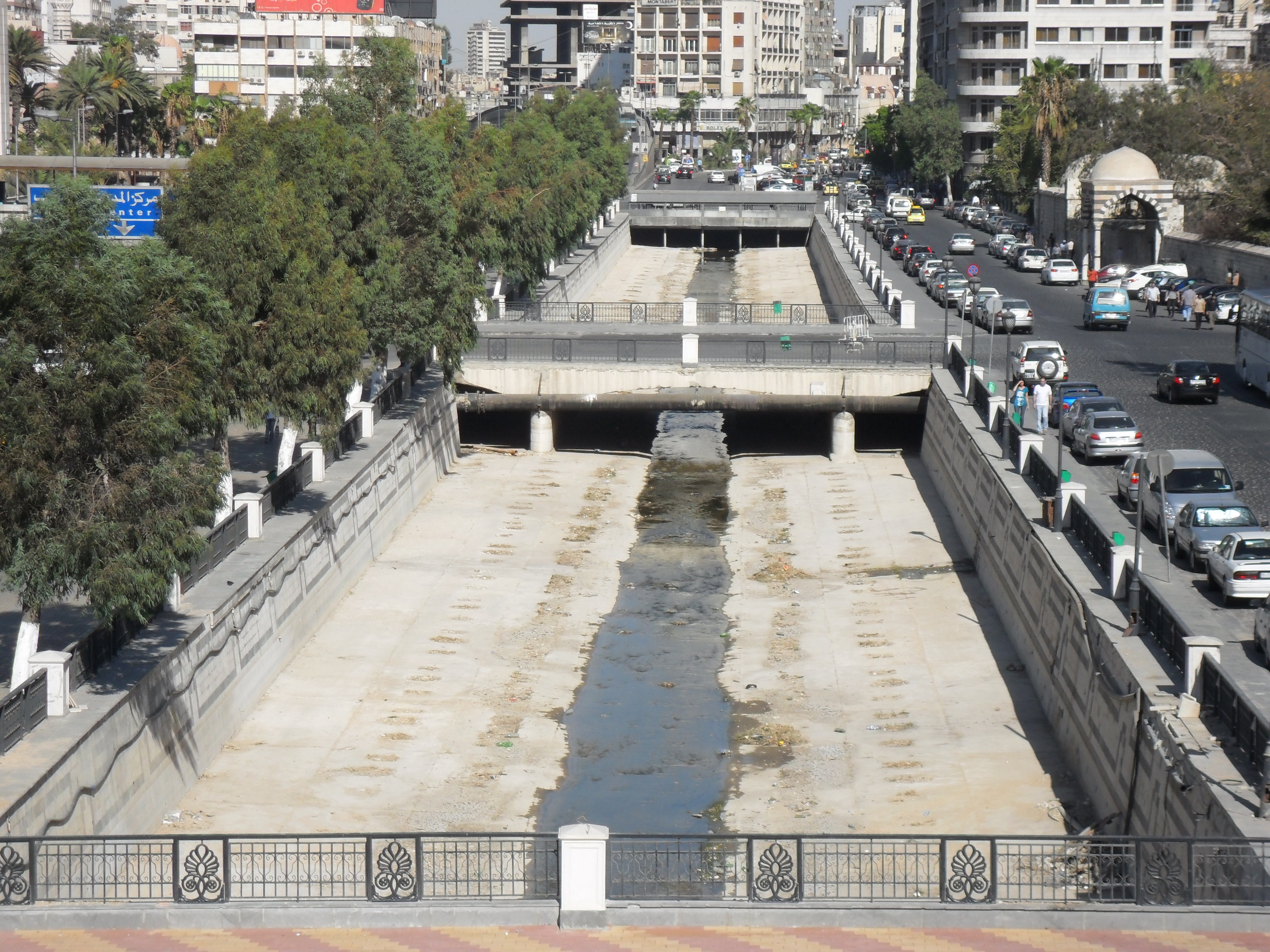
Fiume Barada nell'agosto 2010
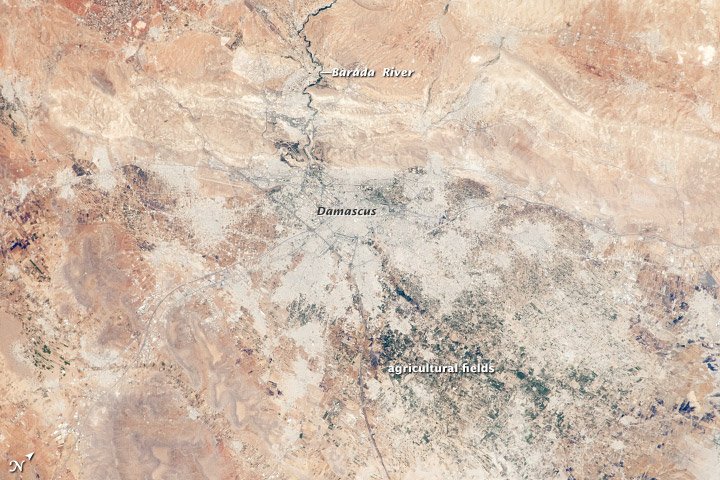
Vista annotata di Barada e Damasco con i dintorni, visti dallo spazio nel 2013